# ژلازیوس یکم

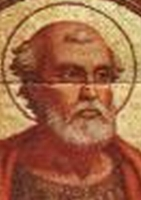

پاپ ژلازیوس یکم (به انگلیسی: Pope Gelasius I) یکی از پاپ‌های کلیسای کاتولیک رم بود که در شمال آفریقا (آفریقای روم) زاده شد و از سال ۴۹۲ تا ۴۹۶ (میلادی) پاپ بود. وی فهرستی از کتب قانونی و غیرقانونی عهد جدید منتشر کرد. در میان فهرست اپوکریفای وی نام انجیل برنابا به چشم می‌خورد. هیچ اطلاعی از این انجیل برنابا در دست نیست و پژوهشگران بر این نظرند که انجیل برنابا در فهرست پاپ ژلازیوس با انجیل برنابا در سده ۱۶ میلادی متفاوت است و تنها شباهت اسمی دارند.
با اینکه این پاپ اصالت آفریقایی داشته، اما تاریخ‌نگاران معتقدند در آفریقا زاده نشده و احتمالا در ایتالیای رومی زاده شده است. ژلازیوس اول به طور گسترده به عنوان نخستین پاپی شناخته می‌شود که رسما عنوان «جانشین مسیح» را به مقام پاپ اتلاق کرد، اصطلاحی که نقش پاپ را به عنوان نماینده مسیح بر زمین مشخص می‌کند..
او همچنین دکترین دو شمشیر را مطرح کرد که بر اختیارات جداگانه ولی برابر کلیسا و دولت تاکید داشت. بر پایه این دکترین، هر دو قدرت دین و دولت توسط خدا به کلیسا داده شده و سپس اختیارات دنیوی به دولت تفویض شده و در نهایت کلیسا موقعیت برتر را دارد. با تکیه بر این دیدگاه در قرون وسطی پاپ‌ها گاه تلاش می‌کردند انتخاب امپراتور یا پادشاه را وتو کنند، زیرا می‌گفتند خدا این قدرت را به آن‌ها داده است.
ژلازیوس یکم همچنین به خاطر نقش خود بر جدایی آکاسین (جدایی بین کلیساهای مسیحی شرقی و غربی از ۴۸۴ تا ۵۱۹ میلادی) شناخته می‌شود. او در این دوران از پاپ‌های پیشین خود فراتر رفت و بر برتری رم و نقش پاپ بر سراسر کلیسای مسیحی شرق و چه غرب تاکید کرد.
او همچنین بنیان‌گذار جشن ولنتاین بود که نخستین بار در ۱۴ فوریه ۴۹۶ برای بزرگداشت شهید مسیحی، ولنتاین قدیس برگزار شد. تاریخ‌نگاران بر این باورند که روز ولنتاین ریشه در لوپرکالیا (جشنواره عشق و باروری روم باستان) دارد و حرکت ژلازیوس یکم تلاشی برای مسیحی کردن سنت‌های پاگانی بود.

## انجیل برنابا در فهرست پاپ ژلازیوس
در مجموع ۳ اثر به برنابا منسوب می‌شود:
1. رساله برنابا (Epistle of Barnabas) (نگاشته شده بین سال‌های ۷۰–۱۳۵ میلادی)[۶]
2. اعمال برنابا (Acts of Barnabas) (نگاشته شده احتمالاً در سده ۵ میلادی)[۷]
3. انجیل برنابا (Gospel of Barnabas)(سده ۱۴ یا ۱۵ میلادی)[۸]

در ترجمهٔ منابع انگلیسی به فارسی گاهی واژهٔ "Epistle" به معنای "رساله"، با واژهٔ "Gospel" به معنای "انجیل" اشتباه گرفته می‌شود. رسالهٔ برنابا (Epistle of Barnabas) و انجیل برنابا (Gospel of Barnabas) اگر چه دو کتاب متفاوت هستند. انجیل برنابا کتابی است که مورد توجه برخی از مسلمانان (و نه همهٔ مسلمانان) است، در حالی که رسالهٔ برنابا کتابی قدیمی و مربوط به سده‌های اولیهٔ مسیحی است (متن انگلیسی رسالهٔ برنابا را می‌توانید اینجا و متن انگلیسی کتاب اعمال برنابا را اینجا بخوانید) و محتوایی کاملاً متفاوت با انجیل برنابا دارد. در رسالهٔ برنابا در مورد تصلیب و رستاخیز مسیح از مردگان و سایر آموزه‌هایی که شباهت‌های زیادی با کتب مقدس مسیحی (کتب عهد جدید) دارند، سخن به میان آمده و از این جهت با انجیل برنابا به کلی متفاوت است. برخی نویسندگان مسلمان و مدافع انجیل برنابا از جمله محمد عطاءالرحیم در کتاب خود می‌نویسد که انجیل برنابا در سده‌های اولیهٔ میلادی بسیار مورد استفاده مسیحیان بوده است، در حالی که او در واقع به رسالهٔ برنابا اشاره کرده و واژه‌های «رساله» و «انجیل» را با هم جابجا می‌کند.
رسالهٔ برنابا فارغ از اینکه باید جزء کتاب مقدس حساب می‌شد یا خیر، برای مسیحیان سده‌های اول میلادی شناخته شده بود و ایرنائوس این رساله را می‌شناخته است. در مقابل قدیمی‌ترین اشاره به کتابی با نام انجیل برنابا در متن گلاسیانوم که مربوط به سده ۵ (میلادی) است و در زمان پاپ ژلازیوس نگاشته شده (البته خود نسخهٔ اصلی این متن در دست نیست، بلکه یک نسخه‌بردار در سده ۶ (میلادی) این متن را (متن گلاسیانوم) را نسخه‌برداری کرده است. در این متن نام انجیل برنابا در بین کتاب‌هایی به چشم می‌خورد که جزء فهرست رسمی کتاب‌های رسمی عهد جدید به حساب نمی‌آیند. دو احتمال برای انجیل برنابای مذکور در این فهرست وجود دارد:
1. بیشتر پژوهشگران باور دارند که کتاب انجیل برنابای مذکور در این فهرست، در واقع یک اشتباه در نسخه‌برداری است و منظور در واقع همان کتاب رسالهٔ برنابا است که بسیار شناخته شده بود. زیرا تنها باری که از برنابا در این فهرست اسمی به میان آمده، در همین فهرست است.[۱۴] پس محتمل است که می‌بایست منظور همان کتاب شناخته شدهٔ برنابا یعنی رسالهٔ برنابا بوده باشد که هنگام نسخه‌برداری، به اشتباه به جای واژهٔ «رساله»، واژهٔ «انجیل» استفاده شده است.
2. احتمال دوم اینکه نسخه‌برداری که متن گلاسیانوم را که نامهٔ اصلی پاپ ژلازیوس یکم را در سده ششم کپی‌برداری کرده، واژهٔ «رساله» را اشتباهاً با واژهٔ «انجیل» جایگزین کرده است.